# Богатьково (Калужская область)
Богатьково — деревня в Сухиничском районе Калужской области. Входит в состав сельского поселения «Деревня Радождево».

## География
Деревня находится в центральной части Калужской области, в зоне хвойно-широколиственных лесов, в пределах северо-западной части Среднерусской возвышенности, на расстоянии примерно 11 километрах (по автодорогам) к югу от города Сухиничей, административного центра района.

## Население
| 2002 | 2010 |
| ---- | ---- |
| 5    | ↘4   |

### Национальный состав
Согласно результатам переписи 2002 года, в национальной структуре населения русские составляли 100 %.

## История
В атласе Калужского наместничества, изданного в 1782 году, упоминается и нанесена на карты деревня Багаткова Козельского уезда. Деревня принадлежала помещику Ладыженскому, при 8 дворах, по ревизской описи числилось 75 душ
В 1858 году деревня (вл.) Богатькова (Богачкова) 1-го стана Козельского уезда, при колодце, 5 дворах и 52 жителях — по правую сторону Болховской транспортной дороги.
К 1914 году Богатьково — деревня Стреленской волости Козельского уезда Калужской губернии. В 1913 году население 108 человека.
В 1927 году Богатьково вошло в состав образованного Сухиничского уезда Калужской губернии, позднее Сухиничского округа Западной области РСФСР. С 1944 года в составе Сухиничского района Калужской области.
В годы Великой Отечественной войны деревня была оккупирована войсками Нацистской Германии с начала октября 1941 года по конец марта 1942 года. Освобождена 26 марта 1942 года бойцами 69 стрелкового полка 97-й стрелковой дивизии 16-й армии генерал-лейтенанта Н. И. Кирюхина..